# Vũng Tàu
Vũng Tàu (französisch Cap Saint-Jacques) ist eine Stadt in der Provinz Bà Rịa-Vũng Tàu im Südosten von Vietnam mit etwa 240.000 Einwohnern (2005). Der Stadtbereich ist 140 Quadratkilometer groß und umfasst 13 Stadtteile und ein Dorf. Die Stadt ist ein Zentrum für Touristen sowie für die Erdölverarbeitung. Sie befindet sich ca. 60 km südöstlich von Hồ-Chí-Minh-Stadt an der Spitze einer Halbinsel.
Vũng Tàu war immer ein wichtiger Hafen, besonders während der französischen Kolonialzeit. Heute wird er vor allem zum Verladen von Erdöl der Offshore-Bohrinseln vor der Küste benutzt und bildet so die Grundlage für die Petrochemie in der Provinz.
Neben der Industrie ist die Stadt aber auch ein Touristenzentrum. An den langen, ganzjährig nutzbaren Stränden machen vor allem Vietnamesen Urlaub, viele aus Hồ-Chí-Minh-Stadt. In den letzten Jahren hat sich aber auch die Zahl ausländischer Besucher erhöht.
Das Wahrzeichen der Stadt ist eine Jesusstatue auf dem Berg Núi Nhỏ am Stadtrand. Sie wurde in den 1970er Jahren von der christlichen Minderheit erbaut. Die Thich-Ca-Phat-Dai-Pagode und der Niet-Ban-Tinh-Xa-Tempel ziehen zahlreiche buddhistische Pilger an.
Während des Vietnamkrieges war Vũng Tàu Stützpunkt der australischen Armee und US-amerikanischer Versorgungseinheiten.

## Städtepartnerschaften
- Baku (Aserbaidschan)

## Mit Vũng Tàu verbundene Persönlichkeiten
- Rudolf Petri (1915–1980), deutscher buddhistischer Mönch und Schriftsteller, lebte und wirkte in Vũng Tàu
- Nguyễn Văn Hinh (1915–2004), Offizier der französischen Luftwaffe

## Bilder

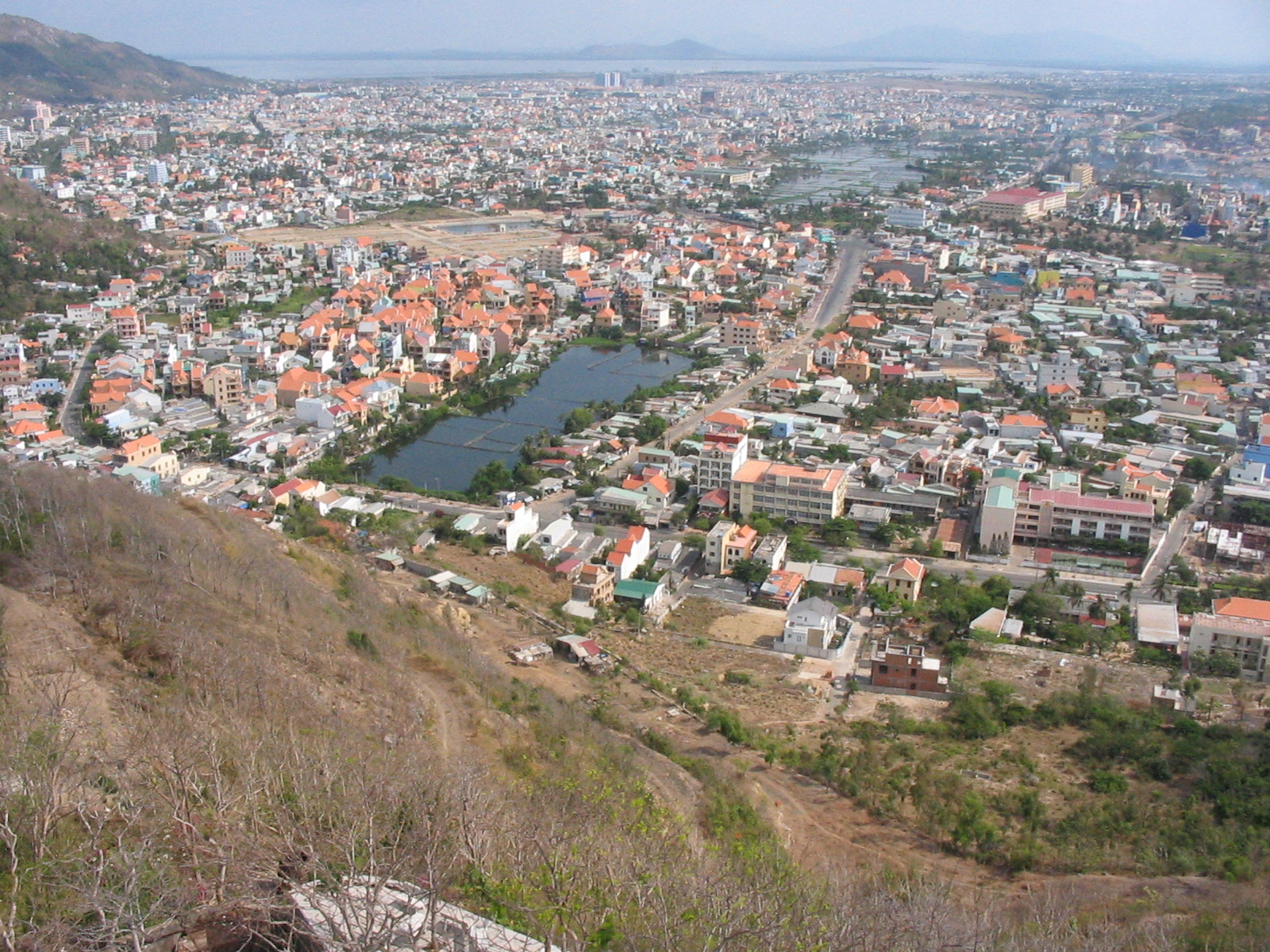
Vũng Tàu von oben
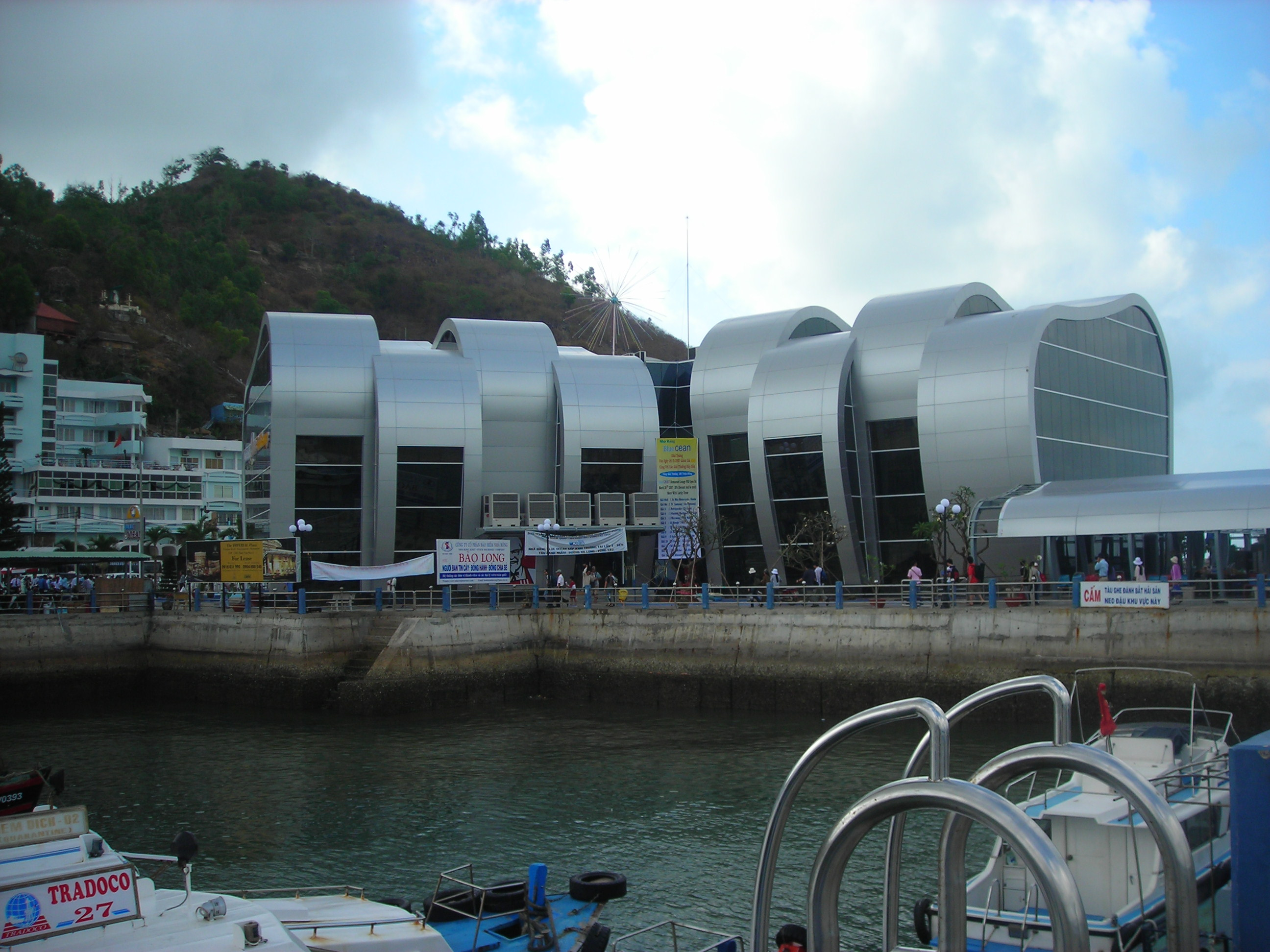
Anlegestelle für die Tragflügelboote (Fährbetrieb), ein Wahrzeichen der Stadt
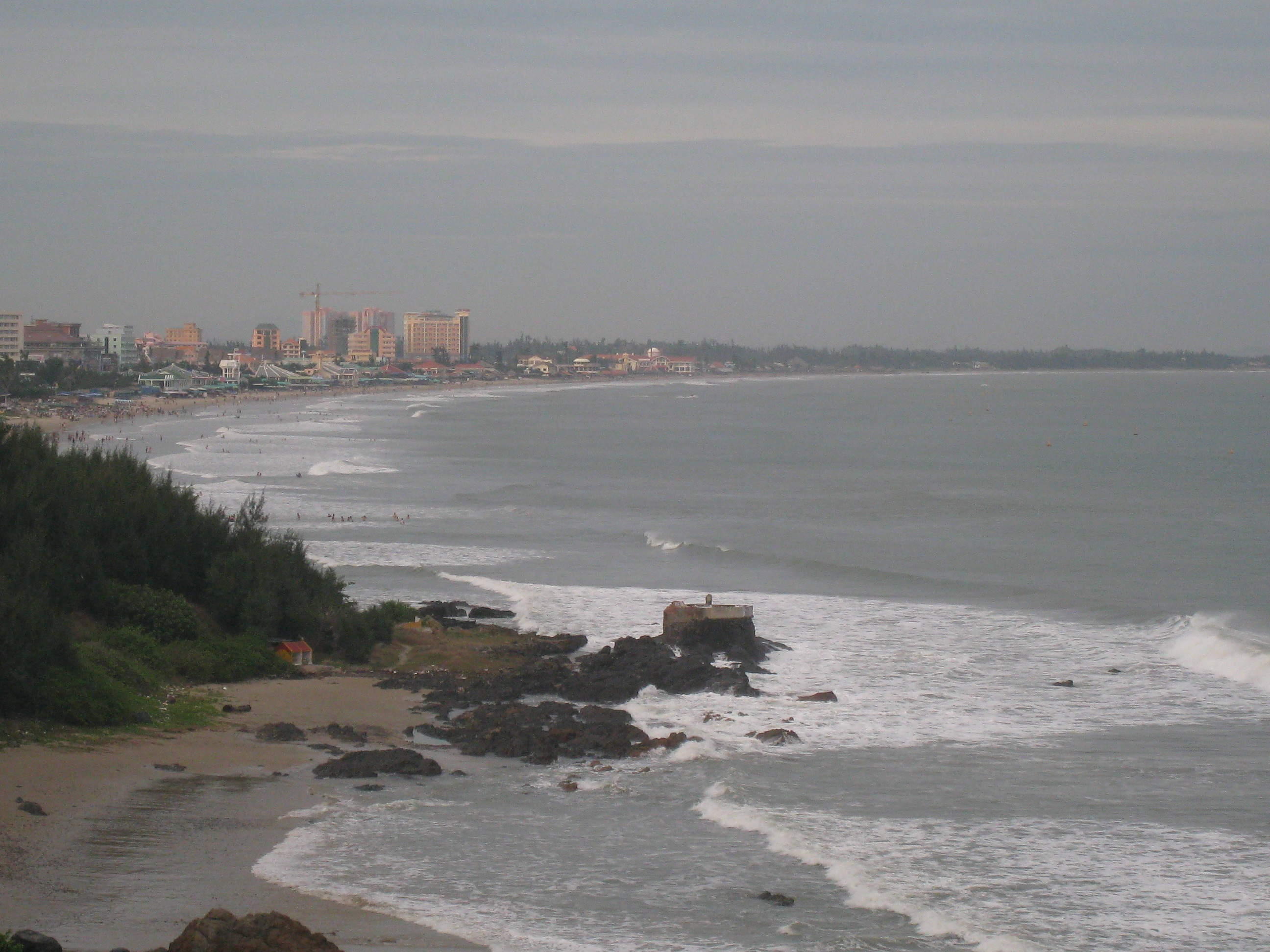
Der Bãi Sau (Hinterer Strand), vom Núi Nhỏ (kleinen Berg) aus gesehen
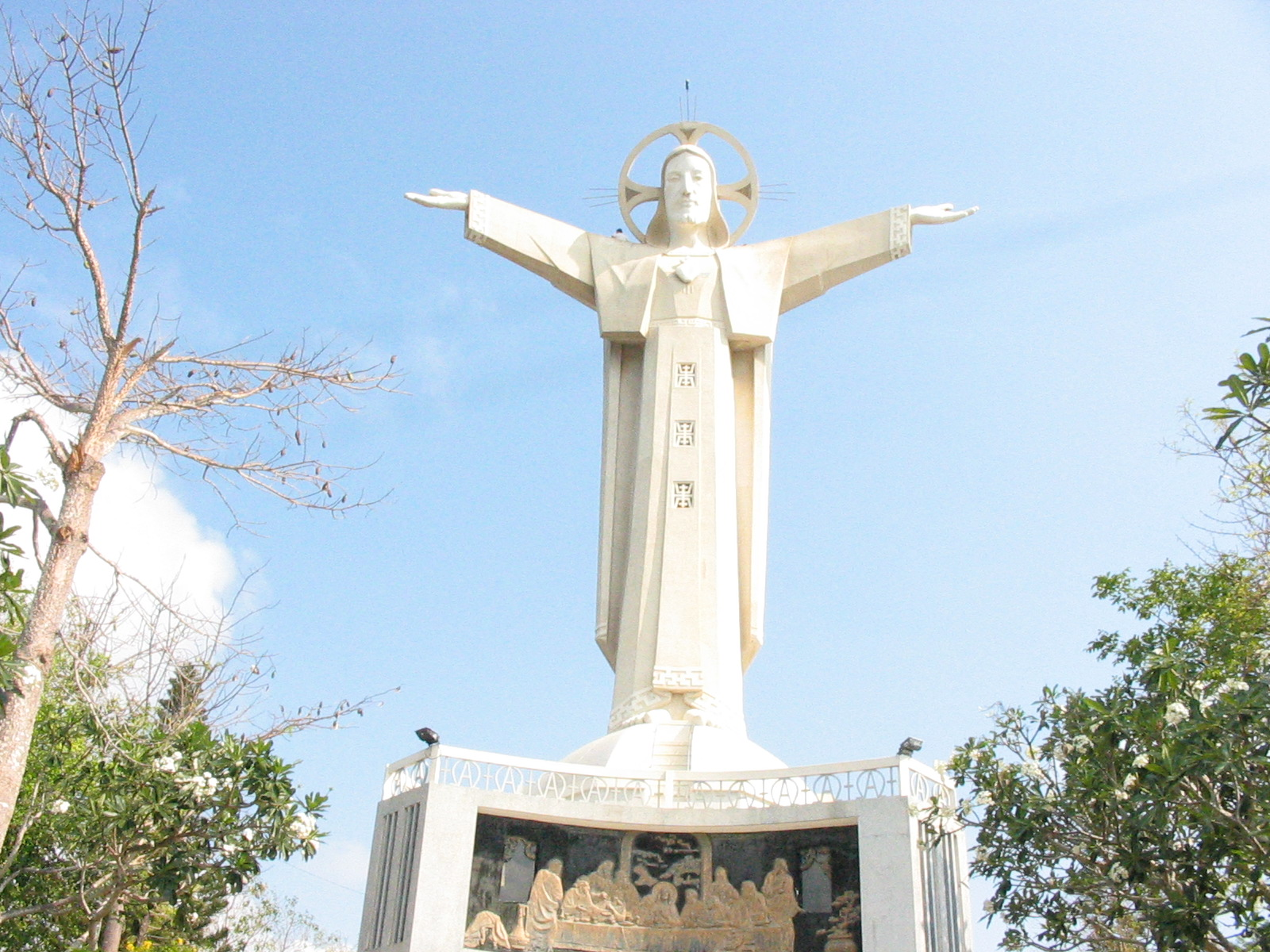
Die Jesusstatue auf dem Núi Nhỏ
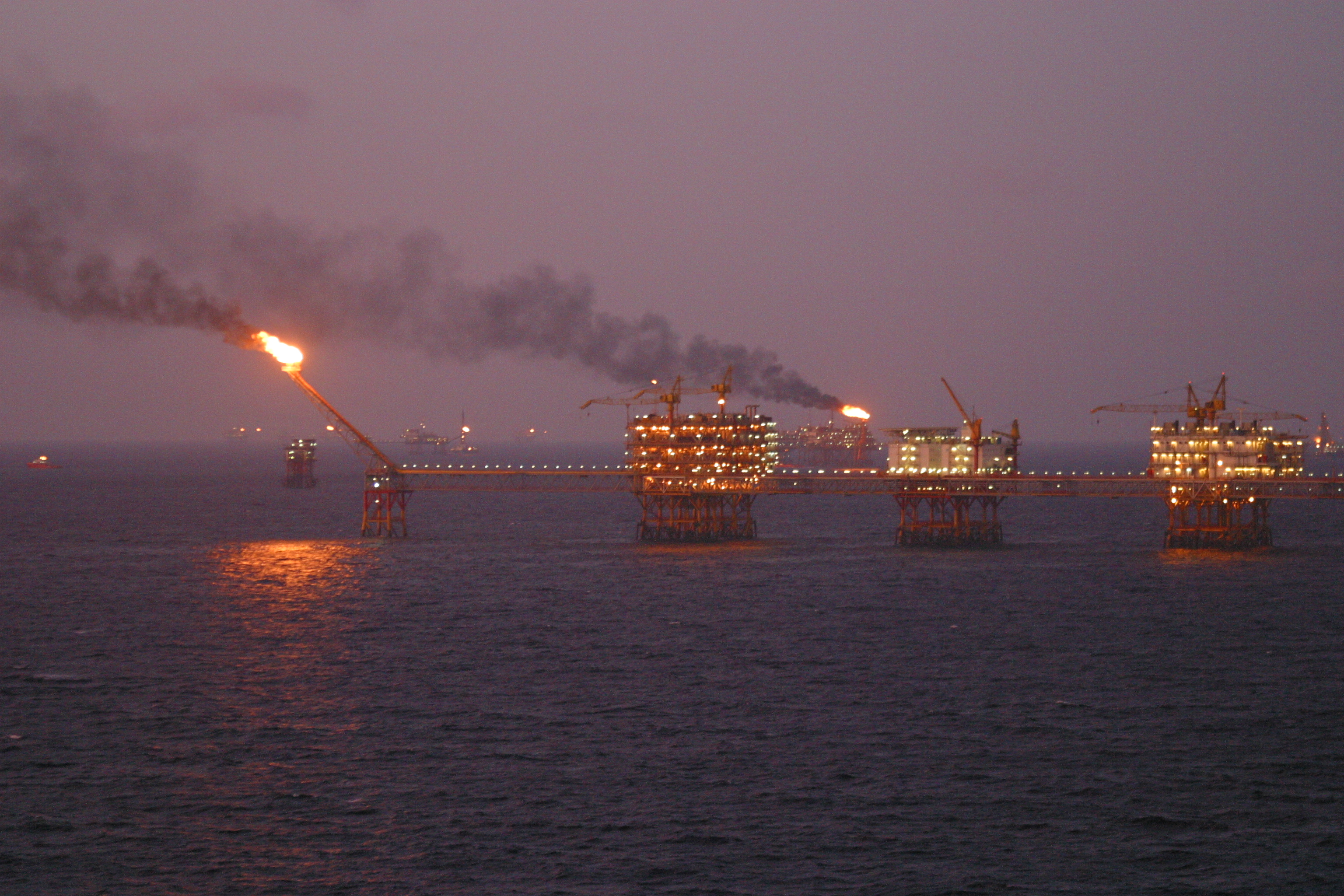
Die Bohrinsel Bach Ho
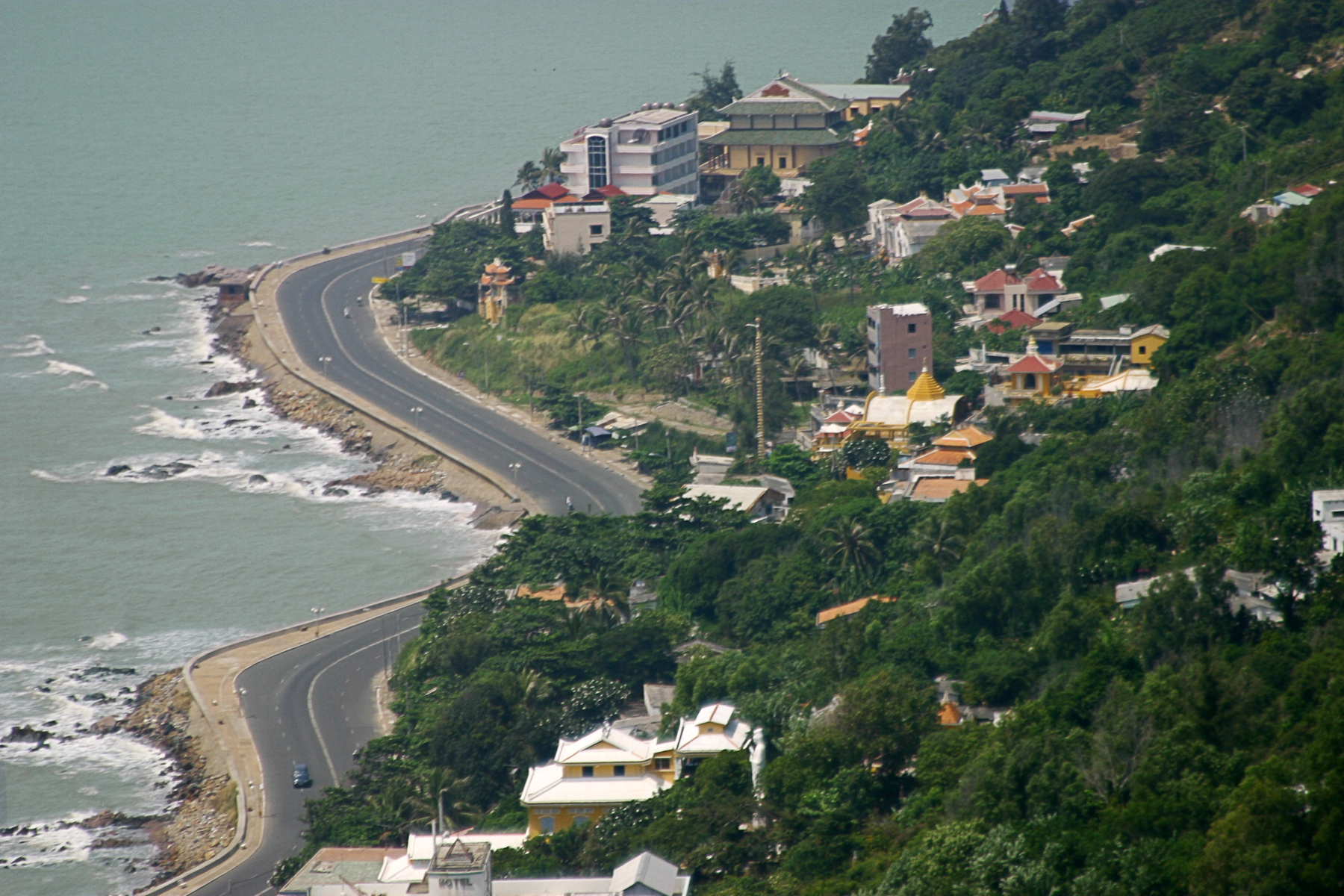
Die Ha Long Straße